# Marquesado del Genal
El marquesado del Genal es un título nobiliario español creado por el rey Alfonso XIII el 14 de febrero de 1916 a favor de Enrique Crooke y Larios. Su nombre se refiere al río Genal, que discurre por la provincia de Málaga, en Andalucía.

## Marqueses del Genal
- Enrique Crooke y Larios (*Málaga, 8 de noviembre de 1856–Madrid, 11 de marzo de 1938.), I marqués del Genal (desde 1916). Muere sin descendientes. Senador por la provincia de Málaga de 1898 a 1902 y nieto de Martín Larios Herreros.[1] Su hermana  Emilia Crooke Larios casó el 28 de noviembre de 1880 en Madrid con José Fernando Fernández de Villavicencio y Corral, VIII marqués de Castrillo. Uno de los hijos de Emilia Crooke y José Fernando Fernández de Villavicencio y Corral fue José. María Fernández de Villavicencio Crooke (1890–1980), XV marqués de Vallecerrato y X marqués de Castrillo, quien se casó con María Cristina Osorio y Martos. Su hijo Lorenzo fue el siguiente marqués de Genal.

- Lorenzo Fernández de Villavicencio y Osorio (m.  en 1958),  II marqués del Genal. Era hijo de José María Fernández de Villavicencio  y Crooke XV marqués de Vallecerrato y de María Cristina Osorio y Martos VI duquesa de Algete.

1. Casó con Teresa Redondo y Heredia. De este matrimonio nace: María Cristina Fernández de Villavicencio y Redondo.
2. Casó, en 1959, en segundas nupcias, con Blanca García-Calvo y Murga. Le sucedió, de su segundo matrimonio, su hijo:

- Lorenzo Fernández de Villavicencio y García-Calvo, III marqués de Genal (desde el 8 de junio de 1999).

1. Se casó el 17 de junio de 1987 en primeras nupcias con María de Tavira y de Montes Jovellar.[2] Dos hijos: Lorenzo (primogénito) y Sofía.
2. En segundas nupcias se casó con Ana Alberola Ruipérez. Sin descendientes. Le sucedió su hermana:

- María Cristina Fernández de Villavicencio y Redondo, IV marquesa del Genal (desde el 5 de abril de 2011). Casó en 1975 con Gabriel Stamoglou y Fleischner.[3] Le sucede su hijo:
- Gabriel Stamoglou y Fernández de Villavicencio (n. en 1975), V marqués del Genal (desde el 28 de septiembre de 2015).[4]